# Serie animate televisive degli anni 1980
Questa è la lista delle serie animate televisive trasmesse sulle reti televisive di tutto il mondo dal 1980 al 1989. Questa lista include anche le serie di cortometraggi come The Bugs Bunny Show.

## Anni 1980

### 1980
| Titolo                              | Episodi | Paese d'origine        | Anno      | Note |
| ----------------------------------- | ------- | ---------------------- | --------- | ---- |
| Chicho e Coca                       |         | Spagna (bandiera)      | 1980      |      |
| Astro Boy                           | 52      | Giappone (bandiera)    | 1980–1981 |      |
| Bun Bun                             | 39      | Giappone (bandiera)    | 1980–1981 |      |
| Tom Story                           | 49      | Giappone (bandiera)    | 1980      |      |
| Rocky Joe 2                         | 47      | Giappone (bandiera)    | 1980–1981 |      |
| Super Robot 28                      | 51      | Giappone (bandiera)    | 1980–1981 |      |
| Mon Ciccì                           | 130     | Giappone (bandiera)    | 1980      |      |
| X-Bomber                            | 26      | Giappone (bandiera)    | 1980-1981 |      |
| Don Chisciotte                      | 23      | Giappone (bandiera)    | 1980      |      |
| Sampei                              | 109     | Giappone (bandiera)    | 1980-1982 |      |
| Moby Dick 5                         | 26      | Giappone (bandiera)    | 1980      |      |
| Lone Ranger                         | 14      | Stati Uniti (bandiera) | 1980      |      |
| Forza Sugar                         | 35      | Giappone (bandiera)    | 1980–1981 |      |
| Carletto il principe dei mostri     | 188     | Giappone (bandiera)    | 1980–1982 |      |
| Lalabel                             | 49      | Giappone (bandiera)    | 1980–1981 |      |
| Belfy e Lillibit                    | 26      | Giappone (bandiera)    | 1980      |      |
| L'uccellino azzurro                 | 26      | Giappone (bandiera)    | 1980      |      |
| Muteking                            | 56      | Giappone (bandiera)    | 1980–1981 |      |
| I predatori del tempo               | 52      | Giappone (bandiera)    | 1980–1981 |      |
| God Sigma                           | 50      | Giappone (bandiera)    | 1980–1981 |      |
| Densetsu kyojin Ideon               | 39      | Giappone (bandiera)    | 1980–1981 |      |
| Baldios - Il guerriero dello spazio | 34      | Giappone (bandiera)    | 1980–1981 |      |
| Tom & Jerry Comedy Show             | 30      | Stati Uniti (bandiera) | 1980–1982 |      |
| L'invincibile robot Trider G7       | 50      | Giappone (bandiera)    | 1980–1981 |      |
| Nils Holgersson                     | 52      | Giappone (bandiera)    | 1980–1981 |      |

### 1981
| Titolo                                 | Episodi | Paese d'origine                          | Anno           | Note |
| -------------------------------------- | ------- | ---------------------------------------- | -------------- | ---- |
| Artiglio Pazzo                         | 16      | Stati Uniti (bandiera)                   | 1981           |      |
| Hero High                              | 26      | Stati Uniti (bandiera)                   | 1981–1982      |      |
| L'Uomo Ragno                           | 26      | Stati Uniti (bandiera)                   | 1981–1982      |      |
| L'Uomo Ragno e i suoi fantastici amici | 24      | Stati Uniti (bandiera)                   | 1981–1983      |      |
| I Puffi                                | 421     | Stati Uniti (bandiera)                   | 1981–1990      |      |
| Le nuove avventure di Zorro            | 13      | Stati Uniti (bandiera)                   | 1981           |      |
| Blackstar                              | 13      | Stati Uniti (bandiera)                   | 1981–1982      |      |
| Kwicky Koala                           | 16      | Stati Uniti (bandiera)                   | 1980           |      |
| Il postino Pat                         | 116     | Regno Unito (bandiera)                   | 1981 – Present |      |
| Danger Mouse                           | 89      | Regno Unito (bandiera)                   | 1981–1992      |      |
| Superbook                              | 52      | Giappone (bandiera)                      | 1981–1982      |      |
| Cuore (serie animata)                  | 26      | Giappone (bandiera)                      | 1981           |      |
| Golion                                 | 52      | Giappone (bandiera)                      | 1981–1982      |      |
| Belle et Sebastien                     | 52      | Giappone (bandiera)                      | 1981–1982      |      |
| Bryger                                 | 39      | Giappone (bandiera)                      | 1981–1982      |      |
| Jarinko Chie                           | 103     | Giappone (bandiera)                      | 1981–1983      |      |
| Dr. Slump & Arale                      | 243     | Giappone (bandiera)                      | 1981–1986      |      |
| Gotriniton                             | 26      | Giappone (bandiera)                      | 1981           |      |
| Hello! Sandybell                       | 47      | Giappone (bandiera)                      | 1981–1982      |      |
| I fantastici viaggi di Fiorellino      | 29      | Giappone (bandiera)                      | 1981–1982      |      |
| Piccole donne (serie animata)          | 26      | Giappone (bandiera)                      | 1981           |      |
| Maicching Machiko-sensei               | 95      | Giappone (bandiera)                      | 1981–1983      |      |
| La regina dei mille anni               | 42      | Giappone (bandiera)                      | 1981–1982      |      |
| God Mars                               | 64      | Giappone (bandiera)                      | 1981–1982      |      |
| Superbook 2                            | 26      | Giappone (bandiera)                      | 1981–1982      |      |
| Flo, la piccola Robinson               | 50      | Giappone (bandiera)                      | 1981           |      |
| L'uomo tigre 2                         | 33      | Giappone (bandiera)                      | 1981–1982      |      |
| Ulisse 31                              | 26      | Giappone (bandiera) · Francia (bandiera) | 1981           |      |
| Lamù                                   | 195     | Giappone (bandiera)                      | 1981–1986      |      |
| Calendar Men                           | 52      | Giappone (bandiera)                      | 1981–1982      |      |
| Nino, il mio amico ninja               | 697     | Giappone (bandiera)                      | 1981–1987      |      |
| Gigi la trottola                       | 65      | Giappone (bandiera)                      | 1981           |      |
| Hello Spank                            | 63      | Giappone (bandiera)                      | 1981–1982      |      |
| D'Artacan e i tre moschettieri         | 26      | Spagna (bandiera)                        | 1981           |      |
| Il gioco delle favole                  | 6       | Svizzera (bandiera)                      | 1981           |      |

### 1982
| Titolo                                  | Episodi | Paese d'origine                          | Anno      | Note |
| --------------------------------------- | ------- | ---------------------------------------- | --------- | ---- |
| C'era una volta lo spazio               | 26      | Francia (bandiera)                       | 1982      |      |
| Acrobunch, la leggenda del paese magico | 24      | Giappone (bandiera)                      | 1982      |      |
| Capitan Harlock SSX                     | 22      | Giappone (bandiera)                      | 1982–1983 |      |
| Cari amici animali                      | 22      | Giappone (bandiera)                      | 1982      |      |
| Don Dracula                             | 8       | Giappone (bandiera)                      | 1982      |      |
| Il Vangelo per i bambini                | 52      | Giappone (bandiera)                      | 1982–1983 |      |
| Gyakuten! Ippatsuman                    | 58      | Giappone (bandiera)                      | 1982–1983 |      |
| Sun College                             | 95      | Giappone (bandiera)                      | 1982–1984 |      |
| Armored Fleet Dairugger XV              | 52      | Giappone (bandiera)                      | 1982–1983 |      |
| C'era una volta... Pollon               | 46      | Giappone (bandiera)                      | 1982–1983 |      |
| Lucy May                                | 50      | Giappone (bandiera)                      | 1982      |      |
| Il magico mondo di Gigì                 | 63      | Giappone (bandiera)                      | 1982–1983 |      |
| Esteban e le misteriose città d'oro     | 39      | Giappone (bandiera) · Francia (bandiera) | 1982–1983 |      |
| Robottino                               | 39      | Giappone (bandiera)                      | 1982–1983 |      |
| Space Cobra                             | 31      | Giappone (bandiera)                      | 1982–1983 |      |
| Fortezza superdimensionale Macross      | 36      | Giappone (bandiera)                      | 1982–1983 |      |
| Ransie la strega                        | 34      | Giappone (bandiera)                      | 1982–1983 |      |
| The Gary Coleman Show                   | 13      | Stati Uniti (bandiera)                   | 1982      |      |
| The Gary Coleman Show                   | 13      | Stati Uniti (bandiera)                   | 1982–1983 |      |
| L'incredibile Hulk                      | 13      | Stati Uniti (bandiera)                   | 1982      |      |
| Pac-Man                                 | 43      | Stati Uniti (bandiera)                   | 1982–1984 |      |
| Pandamonium                             | 13      | Stati Uniti (bandiera)                   | 1982–1983 |      |

### 1983
| Titolo                                  | Episodi | Paese d'origine                             | Anno      | Note                                        |
| --------------------------------------- | ------- | ------------------------------------------- | --------- | ------------------------------------------- |
| Capitan Gorilla                         | 50      | Giappone (bandiera)                         | 1983–1984 |                                             |
| Kiss Me Licia                           | 42      | Giappone (bandiera)                         | 1983–1984 |                                             |
| Superkid eroe bambino                   | 45      | Giappone (bandiera)                         | 1983      |                                             |
| Arbegas                                 | 45      | Giappone (bandiera)                         | 1983–1984 |                                             |
| The All-New Scooby and Scrappy-Doo Show | 27      | Stati Uniti (bandiera)                      | 1983–1984 |                                             |
| Sōkō kihei Votoms                       | 52      | Giappone (bandiera)                         | 1983–1984 |                                             |
| Seisenshi Dunbine                       | 49      | Giappone (bandiera)                         | 1983–1984 |                                             |
| Holly e Benji, due fuoriclasse          | 128     | Giappone (bandiera)                         | 1983–1986 |                                             |
| Occhi di gatto                          | 73      | Giappone (bandiera)                         | 1983–1985 |                                             |
| L'incantevole Creamy                    | 52      | Giappone (bandiera)                         | 1983–1984 |                                             |
| Alice nel Paese delle Meraviglie        | 52      | Giappone (bandiera) · Germania (bandiera)   | 1983–1984 |                                             |
| Ryo, un ragazzo contro un impero        | 50      | Giappone (bandiera)                         | 1983      |                                             |
| Kiko soseiki Mospeada                   | 25      | Giappone (bandiera)                         | 1983–1984 |                                             |
| Ninja Boy                               | 24      | Giappone (bandiera)                         | 1983–1984 |                                             |
| Itadakiman                              | 20      | Giappone (bandiera)                         | 1983      |                                             |
| Kinnikuman                              | 137     | Giappone (bandiera)                         | 1983–1986 |                                             |
| Georgie                                 | 45      | Giappone (bandiera)                         | 1983–1984 |                                             |
| Miyuki                                  | 37      | Giappone (bandiera)                         | 1983–1984 |                                             |
| Mon Cicci                               | 130     | Giappone (bandiera)                         | 1983      |                                             |
| Lo strano mondo di Minù                 | 130     | Giappone (bandiera)                         | 1983–1984 |                                             |
| Nanà Supergirl                          | 39      | Giappone (bandiera)                         | 1983      |                                             |
| Govarian                                | 26      | Giappone (bandiera)                         | 1983      |                                             |
| Sasuraiger                              | 43      | Giappone (bandiera)                         | 1983–1984 |                                             |
| Serendipity il drago rosa               | 26      | Giappone (bandiera)                         | 1983      |                                             |
| Tokusō kihei Dorvack                    | 36      | Giappone (bandiera)                         | 1983–1984 |                                             |
| Sui monti con Annette                   | 48      | Giappone (bandiera)                         | 1983      |                                             |
| Superbook II                            | 26      | Giappone (bandiera)                         | 1983      |                                             |
| Il giro del mondo di Willy Fog          | 26      | Spagna (bandiera) · Giappone (bandiera)     | 1983      |                                             |
| Tao Tao - Il piccolo panda              | 26      | Giappone (bandiera)                         | 1983      |                                             |
| Alvin rock 'n' roll                     | 102     | Stati Uniti (bandiera)                      | 1983–1991 |                                             |
| I Biskitts                              | 26      | Stati Uniti (bandiera)                      | 1983–1984 |                                             |
| Hazzard (serie animata)                 | 20      | Stati Uniti (bandiera)                      | 1983      |                                             |
| The Charlie Brown and Snoopy Show       | 18      | Stati Uniti (bandiera)                      | 1983–1986 |                                             |
| Donkey Kong                             | 19      | Stati Uniti (bandiera)                      | 1983–1985 | Trasmessa all'interno di Saturday Supercade |
| Donkey Kong Jr.                         | 13      | Stati Uniti (bandiera)                      | 1983–1984 | Trasmessa all'interno di Saturday Supercade |
| Dungeons & Dragons (serie animata)      | 27      | Stati Uniti (bandiera)                      | 1983–1986 |                                             |
| Frogger                                 | 13      | Stati Uniti (bandiera)                      | 1983–1984 | Trasmessa all'interno di Saturday Supercade |
| He-Man e i dominatori dell'universo     | 130     | Stati Uniti (bandiera)                      | 1983–1985 |                                             |
| L'ispettore Gadget                      | 86      | Stati Uniti (bandiera) · Francia (bandiera) | 1983–1986 |                                             |
| Mister T                                | 30      | Stati Uniti (bandiera)                      | 1983–1984 |                                             |
| Mon Cicci                               | 13      | Stati Uniti (bandiera)                      | 1983–1984 |                                             |
| Pitfall Harry                           | 7       | Stati Uniti (bandiera)                      | 1983–1984 | Trasmessa all'interno di Saturday Supercade |
| Q*Bert                                  | 19      | Stati Uniti (bandiera)                      | 1983–1985 | Trasmessa all'interno di Saturday Supercade |

### 1984
| Titolo                                 | Episodi | Paese d'origine                                                                       | Anno      | Note                                        |
| -------------------------------------- | ------- | ------------------------------------------------------------------------------------- | --------- | ------------------------------------------- |
| Colby e i suoi piccoli amici           | 52      | Giappone (bandiera)                                                                   | 1984–1988 |                                             |
| Lupin, l'incorreggibile Lupin          | 50      | Giappone (bandiera)                                                                   | 1984–1985 |                                             |
| Ken il guerriero                       | 109     | Giappone (bandiera)                                                                   | 1984–1987 |                                             |
| Il grande sogno di Maya                | 23      | Giappone (bandiera)                                                                   | 1984      |                                             |
| Mila e Shiro due cuori nella pallavolo | 58      | Giappone (bandiera)                                                                   | 1984-1985 |                                             |
| Jūsenki L-Gaim                         | 54      | Giappone (bandiera)                                                                   | 1984-1985 |                                             |
| Il fiuto di Sherlock Holmes            | 26      | Giappone (bandiera)                                                                   | 1984      |                                             |
| Memole dolce Memole                    | 50      | Giappone (bandiera)                                                                   | 1984-1985 |                                             |
| Wingman                                | 47      | Giappone (bandiera)                                                                   | 1984      |                                             |
| Le avventure della dolce Kati          | 49      | Giappone (bandiera)                                                                   | 1984      |                                             |
| Alla scoperta di Babbo Natale          | 23      | Giappone (bandiera)                                                                   | 1984-1985 |                                             |
| A tutto gas                            | 30      | Giappone (bandiera)                                                                   | 1984-1985 |                                             |
| Tutti in campo con Lotti               | 47      | Giappone (bandiera)                                                                   | 1984-1985 |                                             |
| Clorofilla dal cielo blu               | 7       | Germania (bandiera)                                                                   | 1984      |                                             |
| La banda di Monica                     | 80      | Brasile (bandiera)                                                                    | 1984-2005 |                                             |
| Il trenino Thomas                      | 584     | Regno Unito (bandiera)                                                                | 1984-2021 |                                             |
| Il giro del mondo di Willy Fog         | 26      | Spagna (bandiera) · Giappone (bandiera)                                               | 1984      |                                             |
| The Trap Door                          | 40      | Regno Unito (bandiera)                                                                | 1984–1986 |                                             |
| Vola mio mini pony                     | 63      | Stati Uniti (bandiera)                                                                | 1984–1987 |                                             |
| Pole Position                          | 13      | Stati Uniti (bandiera)                                                                | 1984      |                                             |
| Iridella                               | 13      | Stati Uniti (bandiera)                                                                | 1984–1986 |                                             |
| Gatto Isidoro                          | 86      | Stati Uniti (bandiera) · Canada (bandiera) · Francia (bandiera) · Giappone (bandiera) | 1984–1988 |                                             |
| Muppet Babies                          | 107     | Stati Uniti (bandiera)                                                                | 1984–1990 |                                             |
| Kangaroo                               | 13      | Stati Uniti (bandiera)                                                                | 1984–1985 | Trasmessa all'interno di Saturday Supercade |
| Kidd Video                             | 26      | Stati Uniti (bandiera)                                                                | 1984–1985 |                                             |
| I figli della Pantera Rosa             | 27      | Stati Uniti (bandiera)                                                                | 1984–1985 |                                             |
| Snorky                                 | 68      | Stati Uniti (bandiera)                                                                | 1984–1989 |                                             |
| Space Ace                              | 13      | Stati Uniti (bandiera)                                                                | 1984–1985 | Trasmessa all'interno di Saturday Supercade |
| Transformers                           | 98      | Stati Uniti (bandiera) · Giappone (bandiera)                                          | 1984–1987 |                                             |
| Turbo Teen                             | 12      | Stati Uniti (bandiera)                                                                | 1984–1985 |                                             |
| Voltron                                | 124     | Stati Uniti (bandiera)                                                                | 1984–1985 |                                             |

### 1985
| Titolo                            | Episodi | Paese d'origine                              | Anno                 | Note                                                                   |
| --------------------------------- | ------- | -------------------------------------------- | -------------------- | ---------------------------------------------------------------------- |
| I 13 fantasmi di Scooby-Doo       | 13      | Stati Uniti (bandiera)                       | 1985                 |                                                                        |
| I mille colori dell'allegria      | 60      | Canada (bandiera)                            | 1985–1991            |                                                                        |
| Clémentine                        | 39      | Francia (bandiera)                           | 1985–1986            |                                                                        |
| Piccola, bianca Sibert            | 52      | Francia (bandiera)                           | 1985                 |                                                                        |
| I mondi sommersi                  | 52      | Francia (bandiera)                           | 1985–1986            |                                                                        |
| Rosa Alpina                       | 20      | Giappone (bandiera)                          | 1985                 |                                                                        |
| Blue Comet SPT Layzner            | 38      | Giappone (bandiera)                          | 1985-1986            |                                                                        |
| Mobile Suit Zeta Gundam           | 50      | Giappone (bandiera)                          | 1985                 |                                                                        |
| Dancouga                          | 38      | Giappone (bandiera)                          | 1985                 |                                                                        |
| Lovely Sara                       | 46      | Giappone (bandiera)                          | 1985                 |                                                                        |
| Magica magica Emi                 | 38      | Giappone (bandiera)                          | 1985-1986            |                                                                        |
| Kate e Julie                      | 26      | Giappone (bandiera)                          | 1985                 |                                                                        |
| Juny peperina inventatutto        | 45      | Giappone (bandiera)                          | 1985-1986            |                                                                        |
| High School! Kimengumi            | 86      | Giappone (bandiera)                          | 1985-1987            |                                                                        |
| David Gnomo amico mio             | 26      | Spagna (bandiera)                            | 1985                 |                                                                        |
| Robotech                          | 85      | Stati Uniti (bandiera) · Giappone (bandiera) | 1985                 |                                                                        |
| Gli orsi Berenstain               | 26      | Stati Uniti (bandiera)                       | 1985                 | 26 episodi (52 segmenti)                                               |
| Gli orsetti del cuore             | 57      | Stati Uniti (bandiera) · Canada (bandiera)   | 1985–1988            | 57 episodi (senza includere gli speciali televisivi)                   |
| Centurions                        | 65      | Stati Uniti (bandiera)                       | 1985–1987            |                                                                        |
| I Gummi                           | 95      | Stati Uniti (bandiera)                       | 1985–1990            |                                                                        |
| G.I. Joe: A Real American Hero    | 95      | Stati Uniti (bandiera)                       | 1985–1986; 1989–1992 |                                                                        |
| I campioni del wrestling          | 38      | Stati Uniti (bandiera)                       | 1985–1987            |                                                                        |
| Jayce il cavaliere dello spazio   | 65      | Stati Uniti (bandiera)                       | 1985–1986            |                                                                        |
| Jem                               | 65      | Stati Uniti (bandiera)                       | 1985–1988            | I primi cinque episodi sono stati trasmessi come parte di Super Sunday |
| La caccia al tesoro di Yoghi      | 27      | Stati Uniti (bandiera)                       | 1985–1988            |                                                                        |
| M.A.S.K.                          | 75      | Stati Uniti (bandiera)                       | 1985–1986            |                                                                        |
| Paw Paws                          | 21      | Stati Uniti (bandiera)                       | 1985–1986            |                                                                        |
| She-Ra, la principessa del potere | 93      | Stati Uniti (bandiera)                       | 1985–1986            |                                                                        |
| Droids Adventures                 | 13      | Stati Uniti (bandiera)                       | 1985–1986            |                                                                        |
| Ewoks                             | 26      | Stati Uniti (bandiera)                       | 1985–1987            |                                                                        |
| Bertha                            | 13      | Regno Unito (bandiera)                       | 1985–1986            |                                                                        |
| Thundercats                       | 130     | Stati Uniti (bandiera) · Giappone (bandiera) | 1985–1989            |                                                                        |
| I Wuzzles                         | 13      | Stati Uniti (bandiera)                       | 1985                 |                                                                        |
| La caccia al tesoro di Yoghi      | 27      | Stati Uniti (bandiera)                       | 1985–1986            |                                                                        |

### 1986
| Titolo                           | Episodi | Paese d'origine                              | Anno      | Note              |
| -------------------------------- | ------- | -------------------------------------------- | --------- | ----------------- |
| Principessa dai capelli blu      | 26      | Giappone (bandiera)                          | 1986–1987 |                   |
| Dragon Ball                      | 153     | Giappone (bandiera)                          | 1986–1989 |                   |
| Gundam ZZ                        | 47      | Giappone (bandiera)                          | 1986      | Inedito in Italia |
| Cara dolce Kioko                 | 96      | Giappone (bandiera)                          | 1986–1988 |                   |
| I Cavalieri dello Zodiaco        | 145     | Giappone (bandiera)                          | 1986–2005 |                   |
| Pollyanna                        | 51      | Giappone (bandiera)                          | 1986      |                   |
| Maple Town - Un nido di simpatia | 52      | Giappone (bandiera)                          | 1986-1987 |                   |
| Il mago di Oz                    | 52      | Giappone (bandiera)                          | 1986-1987 |                   |
| Ginga: Nagareboshi Gin           | 21      | Giappone (bandiera)                          | 1986      | Inedito in Italia |
| Palla al centro per Rudy         | 26      | Giappone (bandiera)                          | 1986-1987 |                   |
| Sandy dai mille colori           | 25      | Giappone (bandiera)                          | 1986      |                   |
| Hilary                           | 19      | Giappone (bandiera)                          | 1986      |                   |
| Che famiglia è questa Family!    | 26      | Giappone (bandiera)                          | 1986-1987 |                   |
| L'allegro mondo di Talpilandia   | 49      | Giappone (bandiera)                          | 1986-1987 |                   |
| The Bluffers                     | 13      | Danimarca (bandiera)                         | 1986      |                   |
| Pingu                            | 135     | Svizzera (bandiera)                          | 1986      |                   |
| Telebugs                         | 86      | Regno Unito (bandiera)                       | 1986–1987 |                   |
| I rangers delle galassie         | 65      | Stati Uniti (bandiera)                       | 1986–1989 |                   |
| I difensori della Terra          | 65      | Stati Uniti (bandiera)                       | 1986–1987 |                   |
| Mille luci nel bosco             | 26      | Stati Uniti (bandiera)                       | 1986      |                   |
| Denny                            | 78      | Stati Uniti (bandiera)                       | 1986–1988 |                   |
| Ghostbusters                     | 65      | Stati Uniti (bandiera)                       | 1986–1988 |                   |
| The Flintstone Kids              | 76      | Stati Uniti (bandiera)                       | 1986–1990 |                   |
| Foofur superstar                 | 38      | Stati Uniti (bandiera)                       | 1986–1988 |                   |
| Il ritorno dei Titani            | 13      | Stati Uniti (bandiera)                       | 1986      |                   |
| Un mostro tutto da ridere        | 13      | Stati Uniti (bandiera)                       | 1986      |                   |
| Popples                          | 42      | Stati Uniti (bandiera)                       | 1986–1987 |                   |
| Rambo                            | 65      | Stati Uniti (bandiera)                       | 1986      |                   |
| The Real Ghostbusters            | 147     | Stati Uniti (bandiera)                       | 1986–1991 |                   |
| SilverHawks - I falchi d'argento | 65      | Stati Uniti (bandiera) · Giappone (bandiera) | 1986      |                   |
| Starcom: The US Space Force      | 13      | Stati Uniti (bandiera)                       | 1986      |                   |
| Kissyfur                         | 46      | Stati Uniti (bandiera)                       | 1986–1990 |                   |
| Lazer Tag                        | 13      | Stati Uniti (bandiera)                       | 1986      |                   |
| Gli Amici Cercafamiglia          | 33      | Stati Uniti (bandiera)                       | 1986      |                   |
| Teen Wolf                        | 21      | Stati Uniti (bandiera)                       | 1986–1989 |                   |
| The Bluffers                     | 13      | Paesi Bassi (bandiera)                       | 1986      |                   |

### 1987
| Titolo                             | Episodi | Paese d'origine                              | Anno           | Note |
| ---------------------------------- | ------- | -------------------------------------------- | -------------- | ---- |
| Ovide                              | 65      | Canada (bandiera)                            | 1987–1988      |      |
| Siamo fatti così                   | 26      | Francia (bandiera)                           | 1987           |      |
| Le fiabe son fantasia              | 24      | Giappone (bandiera)                          | 1987–1989      |      |
| Capricciosa Orange Road            | 48      | Giappone (bandiera)                          | 1987–1988      |      |
| Una per tutte, tutte per una       | 48      | Giappone (bandiera)                          | 1987           |      |
| Sceriffi delle stelle              | 52      | Giappone (bandiera)                          | 1987–1988      |      |
| D'Artagnan e i moschettieri del re | 52      | Giappone (bandiera)                          | 1987–1989      |      |
| Transformers: The Headmasters      | 35      | Giappone (bandiera)                          | 1987–1988      |      |
| Zillion                            | 31      | Giappone (bandiera)                          | 1987           |      |
| Questa allegra gioventù            | 48      | Giappone (bandiera)                          | 1987–1988      |      |
| Martina e il campanello misterioso | 119     | Giappone (bandiera)                          | 1987–1989      |      |
| City Hunter                        | 140     | Giappone (bandiera)                          | 1987–1991      |      |
| Metal Armor Dragonar               | 48      | Giappone (bandiera)                          | 1987–1988      |      |
| Il mio amico Guz                   | 52      | Giappone (bandiera)                          | 1987           |      |
| Milly, un giorno dopo l'altro      | 57      | Giappone (bandiera)                          | 1987-1989      |      |
| Fantazoo                           | 102     | Giappone (bandiera)                          | 1987-1988      |      |
| Nel meraviglioso mondo degli gnomi | 26      | Spagna (bandiera)                            | 1987           |      |
| Sam il pompiere                    | 83      | Regno Unito (bandiera)                       | 1987 – present |      |
| Le avventure di Teddy Ruxpin       | 65      | Stati Uniti (bandiera)                       | 1987           |      |
| Le avventure di Spotty             | 82      | Stati Uniti (bandiera)                       | 1987-2001      |      |
| Alf                                | 26      | Stati Uniti (bandiera)                       | 1987-1989      |      |
| Lady Lovely                        | 20      | Stati Uniti (bandiera)                       | 1987-1988      |      |
| Siamo quelli di Beverly Hills      | 65      | Stati Uniti (bandiera)                       | 1987           |      |
| Bionic Six                         | 65      | Stati Uniti (bandiera)                       | 1987           |      |
| BraveStarr                         | 65      | Stati Uniti (bandiera)                       | 1987–1988      |      |
| DuckTales - Avventure di paperi    | 100     | Stati Uniti (bandiera)                       | 1987–1990      |      |
| Tutti in scena con Melody          | 65      | Stati Uniti (bandiera)                       | 1987           |      |
| Che papà Braccio di Ferro          | 13      | Stati Uniti (bandiera)                       | 1987–1988      |      |
| Zero in condotta                   | 14      | Stati Uniti (bandiera)                       | 1987–1989      |      |
| Capitan Dick                       | 65      | Stati Uniti (bandiera)                       | 1987           |      |
| Tartarughe Ninja alla riscossa     | 193     | Stati Uniti (bandiera) · Giappone (bandiera) | 1987–1996      |      |
| TigerSharks                        | 26      | Stati Uniti (bandiera)                       | 1987           |      |
| I Fruttini                         | 56      | Stati Uniti (bandiera)                       | 1987           |      |

### 1988
| Titolo                                | Episodi | Paese d'origine        | Anno         | Note              |
| ------------------------------------- | ------- | ---------------------- | ------------ | ----------------- |
| Annie                                 | 13      | Giappone (bandiera)    | 1988         |                   |
| Bentornato Topo Gigio                 | 34      | Giappone (bandiera)    | 1988–1989    |                   |
| I cinque samurai                      | 39      | Giappone (bandiera)    | 1988–1991    |                   |
| Transformers: Super-God Masterforce   | 42      | Giappone (bandiera)    | 1988–1989    |                   |
| Borgman 2030                          | 35      | Giappone (bandiera)    | 1988–1993    |                   |
| Anpanman                              | 1000    | Giappone (bandiera)    | 1988–present |                   |
| F - Motori in pista                   | 31      | Giappone (bandiera)    | 1988         |                   |
| Kiteretsu Daihyakka                   | 331     | Giappone (bandiera)    | 1988-1996    | Inedito in Italia |
| Piccolo Lord                          | 43      | Giappone (bandiera)    | 1988         |                   |
| Ciao, io sono Michael                 | 43      | Giappone (bandiera)    | 1988         |                   |
| Teodoro e l'invenzione che non va     | 52      | Giappone (bandiera)    | 1988-1989    |                   |
| 5 amici sottosopra                    | 13      | Regno Unito (bandiera) | 1988         |                   |
| Bobobobs                              | 26      | Spagna (bandiera)      | 1988         |                   |
| Conte Dacula                          | 65      | Regno Unito (bandiera) | 1988–1993    |                   |
| Ann e Andy: due buffi amici di pezza  | 13      | Stati Uniti (bandiera) | 1988–1990    |                   |
| COPS: Squadra anticrimine             | 66      | Stati Uniti (bandiera) | 1988–1989    |                   |
| Ti voglio bene Denver                 | 52      | Stati Uniti (bandiera) | 1988–1989    |                   |
| Dino-Riders                           | 14      | Stati Uniti (bandiera) | 1988         |                   |
| Fantastico Max                        | 26      | Stati Uniti (bandiera) | 1988–1990    |                   |
| Garfield e i suoi amici               | 121     | Stati Uniti (bandiera) | 1988–1995    |                   |
| Le nuove avventure di Winnie the Pooh | 83      | Stati Uniti (bandiera) | 1988–1991    |                   |
| Yoghi, salsa e merende                | 45      | Stati Uniti (bandiera) | 1988         |                   |
| Scuola di polizia                     | 64      | Stati Uniti (bandiera) | 1988–1989    |                   |
| Il cucciolo Scooby-Doo                | 30      | Stati Uniti (bandiera) | 1988–1991    |                   |
| RoboCop                               | 12      | Stati Uniti (bandiera) | 1988         |                   |
| Superman                              | 13      | Stati Uniti (bandiera) | 1988         |                   |
| Bobobobs                              | 24      | Stati Uniti (bandiera) | 1988         |                   |
| Sharky & George                       | 78      | Francia (bandiera)     | 1988-1992    |                   |

### 1989
| Titolo                              | Episodi | Paese d'origine        | Anno                 | Note              |
| ----------------------------------- | ------- | ---------------------- | -------------------- | ----------------- |
| Babar                               | 78      | Canada (bandiera)      | 1988–1992, 2000-2002 |                   |
| Dragon Ball Z                       | 291     | Giappone (bandiera)    | 1989–1996            |                   |
| Ranma ½                             | 161     | Giappone (bandiera)    | 1989–1992            |                   |
| Transformers: Victory               | 32      | Giappone (bandiera)    | 1989                 | Inedita in Italia |
| Patlabor                            | 47      | Giappone (bandiera)    | 1989-1990            |                   |
| Blue Magic                          | 39      | Giappone (bandiera)    | 1989-1990            |                   |
| Automodelli - Mini 4WD              | 25      | Giappone (bandiera)    | 1989-1990            |                   |
| Parasol Henbee                      | 200     | Giappone (bandiera)    | 1989-1991            | Inedito in Italia |
| Ciao, Sabrina                       | 51      | Giappone (bandiera)    | 1989-1990            |                   |
| Il libro della giungla              | 52      | Giappone (bandiera)    | 1989-1990            |                   |
| Peter Pan                           | 41      | Giappone (bandiera)    | 1989                 |                   |
| Yawara! - Jenny la ragazza del judo | 124     | Giappone (bandiera)    | 1989-1992            |                   |
| Teki wa kaizoku: neko no kyōen      | 6       | Giappone (bandiera)    | 1989                 | Inedito in Italia |
| Voglia di vittoria                  | 49      | Giappone (bandiera)    | 1989-1990            |                   |
| Niente paura, c'è Alfred!           | 52      | Paesi Bassi (bandiera) | 1989–1991            |                   |
| Penny Crayon                        | 12      | Regno Unito (bandiera) | 1989–1990            |                   |
| Wallace & Gromit                    | 13      | Regno Unito (bandiera) | 1989–1990            |                   |
| In che mondo stai Beetlejuice?      | 109     | Stati Uniti (bandiera) | 1989–1991            |                   |
| Che magnifico campeggio             | 19      | Stati Uniti (bandiera) | 1989–1990            |                   |
| Un videogioco per Kevin             | 34      | Stati Uniti (bandiera) | 1989–1991            |                   |
| Cip & Ciop agenti speciali          | 65      | Stati Uniti (bandiera) | 1989–1990            |                   |
| Dink il piccolo dinosauro           | 21      | Stati Uniti (bandiera) | 1989–1991            |                   |
| Un regno incantato per Zelda        | 13      | Stati Uniti (bandiera) | 1989                 |                   |
| I Simpson                           | 574     | Stati Uniti (bandiera) | 1989–2025            |                   |
| The Super Mario Bros. Super Show!   | 65      | Stati Uniti (bandiera) | 1989                 |                   |
| L'audacia degli X-Men               | 1       | Stati Uniti (bandiera) | 1989                 |                   |